# Hoboken (New Jersey)
Hoboken – miasto w Stanach Zjednoczonych, w stanie New Jersey, w obszarze metropolitalnym Nowy Jork–Northern New Jersey–Long Island.
Według spisu ludności z 2010 roku miasto liczyło 50 005 mieszkańców.

## Gospodarka
W mieście rozwinął się przemysł spożywczy, stoczniowy, odzieżowy, meblarski, maszynowy oraz precyzyjny.